# シャロウムちゃん
シャロウムちゃん（Shaloum chan）は、駐日イスラエル大使館が、日本に所在する外国大使館として初めて任命した公式キャラクター（マスコット、ゆるキャラ）で、イスラエル親善大使である。

## 概要
名称は、ヘブライ語（イスラエルの言語）で「こんにちは」あるいは「平和」を表す「シャローム」と、日本語のオウムを掛ける形で決められた。スタイルは鳥を模しており、手にオリーブを持ち、頭にはダビデの星をかぶった姿で、性別は「女の子」とされている。
2012年12月、「日本イスラエル国交樹立60周年」を記念して、駐日イスラエル大使館が「ゆるキャラクター・コンテスト」の開催をfacebookアカウント上で発表。2013年2月14日までの募集期間に集まった約500作品の中から、facebookによる人気投票によって選ばれた。
2013年6月13日、公式キャラクターとなったことが発表され、この場で同時に着ぐるみもお目見えした。
誕生した2013年以来、「ゆるキャラグランプリ」に連続して参加している。総合ランキングは以下の通り。
- 2013年 - 304/1580位、6764票
- 2014年 - 595/1698位、2222票
- 2015年 - 597/1727位、3419票
- 2016年 - 751/1421位、1574票

また、2014年10月28日からイスラエル大使館YouTubeチャンネル上で配信されているアニメ作品「いいね！イスラエル」にも登場し、現地のナビゲーション役を務める。